# Lutzomyia pessoai
Lutzomyia pessoai är en tvåvingeart som först beskrevs av Coutinho J. O., Barretto M. P. 1940.  Lutzomyia pessoai ingår i släktet Lutzomyia och familjen fjärilsmyggor. Inga underarter finns listade i Catalogue of Life.